# クトゥルフの呼び声 (TRPG)
『クトゥルフの呼び声』（クトゥルフのよびごえ、Call of Cthulhu）とは、アメリカのゲーム会社であるケイオシアム社が1981年に製作したテーブルトークRPG（TRPG）。クトゥルフ神話の世界観を体験するホラー・ジャンルの作品である。バージョンアップを重ねており、最新バージョンは2014年発売の第7版（日本語版は2019年発売）。略称はCoC。
日本では1986年以後ホビージャパンによる第2版および第5版の翻訳が、また、2004年にはエンターブレインから『クトゥルフ神話TRPG』と改題された第6版、2019年にはKADOKAWA（エンターブレイン）から『新クトゥルフ神話TRPG』と改題された第7版の翻訳が発売されている。
ゲームデザインは『ルーンクエスト』などにも関わっているサンディ・ピーターセンや『ストームブリンガー』などにも関わっているリン・ウィリス（Lynn Willis）らが担当していた。
また、本作の世界観やシステムを採用した公式のビデオゲームとして『コール・オブ・クトゥルフ』が存在する。

## 日本語での作品の名称について
『クトゥルフの呼び声』というタイトルはホビージャパンがゲーム分野での商標登録出願を行い1993年に登録が受理されている。後にホビージャパンがケイオシアムのTRPG作品の翻訳権を手放した後もこの商標は保持し続けた為、アークライトは翻訳権を獲得した後に上述の改題を行い再展開を行う事となった。
さらに、ホビージャパンは商標維持のために「クトゥルフの呼び声」の名前を使ったカードゲームやボードゲームを定期的に発売し続け、2022年に"Sandy Petersen's Cthulhu Mythos"というTRPGサプリメント（『ダンジョンズ&ドラゴンズ第5版』のOGLライセンス作品）を翻訳出版する際にこの商標および同一のロゴを再び用い、『サンディ・ピーターセンの暗黒神話体系 クトゥルフの呼び声TRPG』とした。このため、現在の日本のTRPG界では原題"Call of Cthulhu" = 現日本語版『クトゥルフ神話』、原題"Cthulhu Mythos" = 現日本語版『クトゥルフの呼び声』となる転倒現象が起こっている。
また、d20システムをつかったスピンオフ作品である『コール・オブ・クトゥルフ d20』という製品も新紀元社より翻訳されていたが、この項目で主に扱うのはあくまでケイオシアム社の原題"Call of Cthulhu" =  ホビージャパン発売の旧『クトゥルフの呼び声』、アークライト翻訳/KADOKAWAエンターブレイン発売の『クトゥルフ神話TRPG』『新クトゥルフ神話TRPG』である。なお、「クトゥルフ神話RPG」は2020年に個人により(第6435529号。区分09,41)、「クトゥルフ神話TRPG」は2022年にKADOKAWAにより(第6672211号。区分16)商標登録されている。

## 版の歴史と日本語版の関係
| 英語版                   | 出版年, フォーマット                        | 日本語版, 訳者                                                 | 出版年, 出版社, フォーマット                   | 詳細 |
| ------------------------ | ------------------------------------------- | -------------------------------------------------------------- | ---------------------------------------------- | --- |
| 1st edition              | 1981, Boxed set                             | -                                                              | -                                              | メインのルールブックの他に16ページのBasic Role-Playingブックレットが付属。                                                 |
| 2nd edition              | 1983, Boxed set                             | クトゥルフの呼び声（訳：有坂純）                               | 1986年, ホビージャパン, ボックス版             | ルールブックは1冊のみ。小規模なルール変更。日本語版は3版の内容も加味されている。                                           |
| 3rd edition              | 1986, Boxed set                             | -                                                              | -                                              | ルールはInvestigator's BookとKeeper's Book2冊のブックレットに分割された。                                                  |
| 4th edition              | 1989, Softcover                             | -                                                              | -                                              | サプリメントのCthulhu CompanionおよびFragments of Fear: The Second Cthulhu Companionの内容が追加されている。               |
| 5th edition              | 1992, Softcover                             | クトゥルフの呼び声（改訂版）（訳：中山てい子）                 | 1993年, ホビージャパン, ソフトカバー           | 日本語版の表紙絵は独自のもので、直後に発売されたHC版の翻訳の為5.1版となっている。                                          |
| Edition 5.5              | 1998, Softcover                             | -                                                              | -                                              | 5版の内容を再編集したアップデート版、表紙の絵が変更されると共にタイトルページに"Edition 5.5"と明記された。                 |
| 20th Anniversary Edition | 2001, Leather-bound hardcover book          | -                                                              | -                                              | 限定版。緑の皮装丁で、古文書風のレイアウトがなされている。                                                                 |
| 6th edition              | 2004, Hardcover, softcover, or PDF file     | クトゥルフ神話TRPG（訳：中山てい子、松本雅之）                 | 2004年, エンターブレイン, ソフトカバー         | 20th Anniversary Editionと全く同一の内容とレイアウト。限定版に対する普及・廉価版という扱い。日本語版の表紙絵は独自のもの。 |
| 7th edition              | 2014, electronic file, Hardcover, softcover | 新クトゥルフ神話TRPG（訳：松本雅之ほか、アーカム・メンバーズ） | 2019年, KADOKAWAエンターブレイン, ソフトカバー | Paul FrickerおよびMike Masonによるルールの大規模改訂。英語版の書籍形態一般発売は2016年春。日本語版の表紙絵は独自のもの。   |

『クトゥルフの呼び声』はケイオシアム社の浮き沈みに影響されながら、40年近くに渡って同社の主力商品のひとつであり続けた。1998年以後のトレーディングカードゲームの失敗による危機を20th Anniversary Editionの収益でカバーし、2003年以後の経営難を凌ぐのにも日本での同作品のヒットが寄与した。2013年にアナウンスされた最新版の第7版の開発はクラウドファンディングサイトKickstarterにより56万ドルの出資を獲得して行われたが、経営陣の交替等紆余曲折を経て難航し、電子版から約2年遅れで書籍版が支援者に発送される事となった。
各版の違いは程度の差こそあれ少なく、バージョン間のコンバート等は他のTRPGと比較しても容易な部類に入る。サプリメントの類も版をまたがって使用できるものが多い。第7版での主なルール変更は「プッシュ・ロール」システムの追加、『ダンジョンズ&ドラゴンズ第5版』の普及に影響された「ボーナス・ダイス」システムの導入、煩雑であった「抵抗表」の撤廃などである。

## システム

### 進行役とプレイヤー
このゲームではゲームマスターではなくプレイヤーの中の「キーパー」と呼ばれる役割の人物がゲームの進行をする。これはThe Keeper of Arcane Loreの略であり、日本語にするなら「神秘の護り手」「いにしえの知識の守護者」のような意味となる。また、日本語版のルールブックおよび関連製品では本作のプレイヤーキャラクター（PC）を「探索者」と呼称しているが、これは日本語版の独自の呼称で、原語版では“Investigator”であり、調査官や研究者と言った意味合いである。これ以後は日本語版に合わせた表記とする。

### BRP、スキル制RPG
基幹システムは『ルーンクエスト』や『ストームブリンガー』などと同じベーシック・ロールプレイング(BRP)を採用している。キャラクターは『ダンジョンズ&ドラゴンズ』に代表されるキャラクタークラスによって能力が規定される形ではなく、「技能（スキル）」ポイントの配分と「職業」テンプレートの適用によってカスタマイズが行われるという形を採用している。行為判定の成否はD100パーセンテージロールによる下方ロール(低い目を出す事で良い結果を得る)で統一されている。

### 正気と狂気
特徴的なルールとして「正気度」という概念がある。英語のSanityから、「SAN値」とも呼ばれるが誤用である。
正気度の数値は、Power（精神力）という能力値から算出される「正気度ポイント（Sanity Point）」であらわされる。おおむね、意志の強さや感情的なショック耐性を示す数値である。ショッキングな出来事に遭遇した場合、「正気度ロール」と呼ばれる行為判定を行い、成功すると正気度ポイントの減少無しか減少量が失敗に比べ少なく済むが、失敗すると多く減る。正気度ポイントが多く減るとプレイヤーキャラクターは狂気に陥り奇異的な行動を行う可能性がある。これを「発狂」という。
狂気は「一時的狂気」と「不定の狂気」に分かれており、一度のロールで5ポイント以上の正気度を失い、かつアイデアロールに成功した場合、つまり現状を正しく把握した場合に「一時的狂気」に陥る。これは数秒から数日(最短で1D10戦闘ラウンド、最長で1D10日)でおさまるパニック状態に過ぎないが、1ゲーム中にトータルで正気度の20%分を失った場合には「不定の狂気」に陥る。これは精神病院に入って適切な治療を受けなければ正気に戻ることはない。正気に戻ったとしても、後遺症が残る。なお、正気度が0になった探索者は、永久的狂気に陥り、基本的にはゲームアウトとなる(回復するかは、各キーパーの裁量)。
正気と狂気が細かくルールで表現されているのは、ラヴクラフトの小説の多くにおいて宇宙的恐怖に出遭った被害者が狂人として描かれているからである。

## 世界設定
「狂乱の時代」といわれた1920年代アメリカを主な舞台としている。これはラヴクラフトの怪奇小説の多くの舞台がこの時代に設定されているためである。
ただし、それ以外の時代・場所を舞台にしてゲームを行うことも問題なく出来る。第5版以降の基本ルールブックでは、「1890年代」、「1920年代」、「現代」の3つの時代をフォローしており、探索者を作るときはシナリオの時代設定に併せて、どの時代かを選んでから作るようになっている。

### 現実との相違
クトゥルフの呼び声の世界観と現実の世界観では一部相違がみられる。架空の都市であるアーカムやインスマス、架空の書物であるネクロノミコン、ラヴクラフトの小説群に登場するキャラクター、神話生物の存在などがあげられる。

### サプリメントと派生作品
世界観は上述のものに限られる訳ではなく、追加ルールを記したサプリメントの中にはこれら以外の時代／地域を舞台に遊ぶための情報が載っている物もある。それらのサプリメントにはその時代 / 地域出身のプレイヤーキャラクターを創造するためのルールやデータが掲載されており、その時代 / 地域の風俗や文化、物品の価格なども掲載されている。
これらサプリメントを導入する事で歴史上のローマ時代から中世ヨーロッパ(『クトゥルフ ダークエイジ』)、戦国時代日本(『比叡山炎上』)、革命期フランス、西部劇時代、ヴィクトリア朝イギリス(『クトゥルフ・バイ・ガスライト』)、軍国主義日本(『クトゥルフと帝国』)、また、近未来やサイバーパンクを舞台などあらゆる設定が可能である。このうち日本で最も普及しているのは主に『クトゥルフ・ナウ』『2010』を始めとする「現代もの」のサプリメントである(次節の事情を参照)。2024年に1930年代アメリカを舞台にした『パルプクトゥルフ』が販売された。他の時代に対応可能なため、敵の神話生物やカルティストをヴィランとし、強力な探索者を使用してヒーローとして遊べるヒロイックなアクション映画の冒険のようにのように新クトゥルフ神話TRPGを遊べるようになった。
また、海外では当作品の軽量版や翻案版といった趣の小規模なシステムが正規・非正規ライセンス(現在では非正規ライセンスを販売していたロシアは一部作品を除き追認された)を含め多く出版されている。
例えば、1993年にアメリカのPagan Publishing社から発売されたサプリメントである『デルタグリーン』は民間伝承、UFO陰謀論、その他の現代的な伝説を取り扱う。アメリカ政府の秘密結社である抗神組織の隊員や協力者となって、アメリカの平和を守るために神話生物やカルティストと戦うクトゥルフ神話TRPGの未訳サプリメントである。デルタグリーンは、2018年にArc Dream Publishing社とDelta Green Partnershipによって、クトゥルフ神話TRPGから独立したスタンドアロンのデルタグリーンロールプレイングゲームを新しく販売した。このゲームは新クトゥルフ神話TRPGと同じ同じベーシック・ロールプレイング(BRP)システムを採用しており、ルールが異なるがデータを双方のゲームにコンバートして利用できる。
また、2022年にアメリカのケイオシアム社から『ロンドン警視庁特殊犯罪課（Rivers of London）』というタイトルでイギリスのファンタジー小説シリーズを原作とした未訳TRPGが発売された。2011年に日本では4巻まで和訳版の小説が早川書房から発売された。TRPGではプレイヤーがスコットランドヤードのロンドン特殊犯罪課の刑事や警官、警察関係者や協力者となり、魔法使い、吸血鬼、妖精、幽霊、神様など超常現象に関わる事件を解決する。クトゥルフ神話TRPGとは異なるルールで遊ぶ、現代のロンドンを舞台にした明るい雰囲気のモダンファンタジーのゲームである。クトゥルフ神話TRPGの製作に携わったイギリス人のゲームデザイナーのポール・フリッカーがベーシック・ロールプレイング(BRP)システムを使用してゲームをデザインしており、『ロンドン警視庁特殊犯罪課（Rivers of London）』TRPGの世界観とクトゥルフ神話TRPGの世界観を互いに組み合わせて遊ぶ方法を本書で提案している。

### 二次創作
2010年代以前のクトゥルフ神話TRPGの二次創作においてはインターネット上の個人運営サイトでのシナリオの無料公開も見られたが、同人誌即売会での頒布やホビーベースイエローサブマリンなどTRPG専門店での同人誌の委託販売が一般的であった。2012年からのニコニコ動画でのクトゥルフ神話TRPGのリプレイ動画の流行から始まり、オンラインのデータを販売できるBOOTHやインターネット上にシナリオを公開できるpixivやTALTOの発展により、インターネット上でシナリオ公開や販売活動が急速に普及していった。
それに伴い二次創作に関するガイドラインが2021年10月から『スモールパブリッシャーリミテッドライセンス（SPLL）』が株式会社アークライト、株式会社KADOKAWA、株式会社グループSNE、株式会社新紀元社、有限会社ファーイースト・アミューズメント・リサーチ、冒険支援株式会社によって合同で策定し公開され、二次創作における紙媒体やグッズ、電子書籍などの取り扱いを定めている。なお、このガイドラインは、著作権法上のトラブルを未然に防止するために策定するものであり、ユーザーの皆様の自由な創作活動を制限しようとする意図はない。
「シナリオの改変」はこれまで多くのキーパーが当たり前のようにしてきた。SNSなどでよそのことは気にせず「このゲームはあなたたちのゲームであり、やりたいことをやればよい」。キーパーは「今回はこんなゲームの雰囲気で遊んで欲しい」としっかり事前に説明して、全員のイメージを擦り合わせておこう。もし、キーパー独自のハウスルールを採用するつもりなら、プレイヤーを募集する段階でわかりやすく伝えておくことが絶対必要だ。キーパーは推奨技能に関して、「推奨」の一言で済ませずに、自分がどういう意図で「推奨」しているのか伝えよう。ネットで得た不十分な情報や、伝聞、想像だけで「クトゥルフ神話TRPG」のキーパーをしてはいけない。あなたが自分で考えたオリジナルTRPGをプレイすることは自由だが、それを「クトゥルフ神話TRPG」と称してはいけないし、プレイヤーに「クトゥルフ神話TRPG」と説明してもいけない。よって「クトゥルフ神話TRPG」のキーパーとなるのには、何らかのルールブックを所持する必要がある。キーパーとして独自のトーンの「クトゥルフ神話TRPG」に挑戦したいと考えるかもしれない。例えば、探索者に秘密を持たせる（秘匿ハンドアウト）や探索者同士を戦わせる（PVP）や従来のクトゥルフ神話のイメージから大きく逸脱させるなどである。こうした遊び方は公式が否定しておらず、キーパーはやりたいようにやればいい。ただ、懸念するのは、上記のようなトーンの遊び方について「どのようにプレイするのか」のアドバイスがルールブックでは少ないことだ。そのため、キーパーが自身でより良いやり方を模索していく、やや難易度の高いゲームとなりかねないことを肝に銘じておこう。だから、もしあなたが独自のトーンをプレイしたいと思うなら、プレイヤーへの配慮は普段よりも手厚くすべきだ。しかし、あなたが「やりたい」トーンについて、事前にたくさん配慮しても、プレイヤーが受け入れてくれないこともあるだろう。けれども、そんな残念な結果になったとしても、あなたが悪いわけではない。そして、同時にあなたは「プレイヤー」が悪いと思ってもいけない。どうしても好き嫌いというものがある。自分せい、誰かのせいとは考えず、「そういうこともあるさ」と気楽に考えよう。
また、クトゥルフ神話TRPGの二次創作シナリオを題材にした小説や漫画が発売されたケースがあり、2013年に角川書店の角川コミックス・エースレーベルから漫画『水瀬陽夢と本当はこわいクトゥルフ神話』や2024年に株式会社KADOKAWAから小説『壊胎』、漫画版は2025年5月からKADOKAWAの月刊誌『コミックアルナ』で連載開始となる。クトゥルフ神話TRPGを原作にした演劇は、2021年に『カタシロRebuild』や『狂気山脈単独登頂』、2022年には『冒涜都市Ｚ～魔境の探検家たち～』、2023年には『異説・狂人日記』が公演された。クトゥルフ神話TRPGのシナリオを原作とするアニメ映画『狂気山脈 ネイキッド・ピーク』は、クラウドファンディングで総額１億円以上の資金を集めて2023年にパイロットフィルムを上映し、その後も映画本編を制作中である。また、2024年以降からは他業界の企業と二次創作シナリオがコラボしてクトゥルフ神話TRPGの二次創作シナリオの衣服やグッズ販売、コラボカフェや展示会が開催された。

## 日本での受容
『クトゥルフの呼び声』は日本において、ホラーゲームとしてだけでなく「近現代を舞台にしたテーブルトークRPG」としてもクトゥルフ神話ファン以外にも人気が出たタイトルである。

### 1980-90年代
『クトゥルフの呼び声』が初めて日本語で販売されたのは、日本でのテーブルトークRPG黎明期である1986年のことであった。当時は日本語版ダンジョンズ&ドラゴンズが初登場して間もない頃で、ファミコンで『ドラゴンクエスト』が出たばかりの年でもある。TRPGどころかRPGそのものの知名度も低い時代であり、その中で「剣と魔法のファンタジーではないRPG」というのはかなり挑戦的なタイトルであった。
クトゥルフ神話自体も日本では知名度があまり高くなかったこともあり、このゲームは発売のかなり当初から「20世紀を舞台にしている」ことの方が注目された。日本市場において中世ファンタジー世界以外を舞台にしたTRPGが主流になるのは1990年代後半以降のことであり、1980年代において20世紀を舞台にしたTRPGというのはそれだけで強いインパクトを持っていたのである。
特に、基幹システムであるベーシック・ロールプレイングは世界観を限定しない汎用システムであるため、ほとんど無改造で現代日本を舞台にすることも可能なことが注目された。『クトゥルフの呼び声』は1920年代の人間を前提とした技能が揃っているが、多くの技能は実は20世紀末の人間に適応してもほとんど違和感がなかったのである。
ユーザーの間では伝奇アクションもの、探偵もの、学園ものなど、およそクトゥルフ神話とは直接関係ないようなテーマのシナリオも、このシステムで遊ばれることが多かったようだ。ベーシック・ロールプレイングを搭載しているため、恐怖要素に関するルールを排除しても十分「現代を舞台にしたゲーム」として遊ぶことができたのである。特に文献調査に関するルールが詳細な点は、ホラーと関係ない現代ものとも相性が良かった。
このようなユーザー側の需要を加味して、日本独自に『クトゥルフの呼び声』を現代日本で遊べるサプリメントが作られた。また、『クトゥルフの呼び声』をベースにした学園ドラマRPG『放課後怪奇くらぶ』(ただし、「RPGマガジン」に掲載された『クトゥルフ・イン・スクール』とはコンセプトが違うものになっている)が発売された。
ただしこのような需要はあくまで日本のテーブルトークRPGに「現代もの」のゲームがほとんどなかった1990年代前半までで一旦は終息した。ホビージャパンでの『クトゥルフの呼び声』の展開が停止した1990年代後半からは日本のテーブルトークRPGの世界に「現代もの」のゲームが一気に増え始めたのである。

### 2000-2010年代
21世紀に入り『クトゥルフ』TRPGの日本語版は新紀元社やエンターブレインから再展開される事となった。当時の日本のTRPG業界は「TRPG冬の時代」からの回復の途上にあり、そうした事情がルールブックの価格設定やムックという形態に現れていた。しかし、2008年頃からニコニコ動画上の「ゆっくり実況」を始めとする動画配信を契機としてTRPGの人気が一部復活し、またその後ユーザー間でオンラインセッションが加速度的に普及した事、『這いよれ! ニャル子さん』によるクトゥルフ神話の知名度の向上、H・P・ラヴクラフトの書籍の版切れが起こらなかった事など、複合的な要素によりロングセラーとなった第6版の日本での累計部数は20万部を超え、2012年以降、ニコニコ動画で盛り上がったクトゥルフ神話TRPGのリプレイ動画のブームを契機として日本のTRPGプレイヤーの間で最も普及しているシステムとなっている。
『クトゥルフ』でTRPGを初体験した層の急激な拡大により、ホラー要素抜きに単なる「現代もの」を遊びたい場合でも『クトゥルフ』TRPGを使った方がプレイヤーが受け入れやすくなるという状況が発生しており、汎用的な「現代もの」ゲームとしての地位を再び取り戻すことになった。

### 2020年代以降
2019年以降、新型コロナウイルス感染症の世界的流行の影響を受けてTRPGの会場を使ったイベントや対面でのゲームの開催が自粛され、インターネット環境を通じて様々なオンラインセッションツール、例えば『ココフォリア』などを使って遊ぶ形式やオンラインで開催するTRPGのイベントが普及していった。また2010年代後半頃までニコニコ動画で流行していたTRPGの動画配信のブームは、2010年代末頃からYoutubeを利用した動画配信に移り変わっていき、多くのYouTuberやVtuberや有名人などがクトゥルフ神話TRPGで遊ぶ動画配信を行った。Youtuberの中にはTRPGを専門に取り扱うチャンネルも存在する。2022年以降、新型コロナウイルス感染症による緊急事態宣言の解除および制限の段階的な緩和に伴ってTRPGのイベントや対面でのゲームの開催が復活している。
2021年に株式会社KADOKAWAがクトゥルフ神話TRPGの公式サイトをオープンし、クトゥルフ神話TRPGの書籍とシナリオの販売やイベントの告知、オンラインツールで利用できる素材やシナリオを一部無料で公開している。2023年に株式会社KADOKAWAはスマートフォン向けアプリ『クトゥルフ神話TRPG ルールブックPLUS』をリリースし、クトゥルフ神話TRPGや新クトゥルフ神話TRPGのルールブックやサプリメントやシナリオなどを閲覧できる。利用料金は無料のアイテム課金制となっており，一部のコンテンツを無料で閲覧することができ、課金を行うことで有料のルールブックやサプリメントやシナリオを閲覧できる。また、2023年に『クトゥルフ神話TRPG』の公式Discordサーバーがオープンし、公式情報の先行公開、セッション募集、自己紹介、探索者紹介、おすすめシナリオ紹介などのコミュニティ機能、便利なリンク集などの機能が実装され、公式主導のもとでのコミュニティが形成された。
2024年以降、株式会社KADOKAWAは同人誌や電子書籍、各種グッズなどを販売するサイトのBOOTHおよびTALTOから電子書籍媒体のシナリオ販売を開始した。また、2024年にクトゥルフ神話TRPGの公式サイト上で、短時間で遊べるショート×ショートシナリオをテーマとしたシェアワールドの架空都市『七伏市奇譚』の設定を公開した。様々な業界の著名人とコラボした『七伏市奇譚』のシナリオを電子書籍形式で販売し、シェアワールドの設定をユーザーと共有するようになった。同様に2024年3月には新クトゥルフ神話TRPGの関連書籍などの日本語展開を行う有志の集まりだった『アーカム・メンバーズ』が 法人化し、『株式会社スタジオ・アーカム』を設立している。

### 2024年KADOKAWA・ニコニコ動画へのサイバー攻撃事件
2024年6月8日の早朝のより確認された2024年KADOKAWA・ニコニコ動画へのサイバー攻撃により、 KADOKAWAグループ全体へのランサムウェアを含む大規模なサイバー攻撃の被害を受けた。 被害範囲はニコニコ動画を始めとしたKADOKAWAオフィシャルサイトやエビテン（ebten）などに及んでいる 。ニコニコ動画やクトゥルフ神話TRPGの公式サイトなど多くのサイトが一時的に閉鎖された。ニコニコ動画は仮設サイト「ニコニコ動画（Re:仮）」 を経て2024年8月5日に 「帰ってきたニコニコ」として復活した。クトゥルフ神話TRPGの公式サイトは一部サービスが再開され以前の状態に戻るまでの間、Xやクトゥルフ神話TRPGの公式Discordやnote等のSNSサービスを利用して公式からアナウンスを出す状態が続いていた。2025年5月に公式サイトの復旧が完了し、通常通りの運用へ戻っていった。

## 作品一覧
日本語で展開されている製品のみ記述する。発売年は特に注釈がない限りは日本語版が発売された年を示している。便宜上、1986年から1994年までホビージャパンを中心に展開されていた時期を「第一期」、2003年から2019年12月までエンターブレインと新紀元社により展開されている時期を「第二期」、2019年12月以降にKADOKAWA（「エンターブレイン」ブランド）とホビージャパンにより展開されている時期を「第三期」とする。

### 第一期
第一期では「タクテクス」誌とその後継である「RPGマガジン」誌でゲームのサポートが行われており、雑誌掲載されたシナリオの中には製品化されていないものも数多くある。

#### ルールブック（第一期）
クトゥルフの呼び声（訳：有坂純）
基本ルールブック（ボックス版）。1986年発売。1983年に米国で発売された『Call of Cthulhu』の第2版（Second Edition）の翻訳だが、第3版（Third Edition）のルール変更も可能な限り織り込んだという。舞台としている時代は1920年代のみ。シナリオは全部で7つとかなり豊富に掲載されていた。
クトゥルフの呼び声（改訂版）（訳：中山てい子）
基本ルールブック（A4判書籍）。1993年発売。ISBN 978-4938461928
1992年に米国で発売された『Call of Cthulhu』の第5版（Fifth Edition）の翻訳。これまでのルール関連のサプリメントの統合や、スキルの主旨変更や統廃合がメインの改訂で、ルールの大枠はほとんど変更ないため、それまでに発売されたサプリメントはこの改訂版でも全て使用可能である。この第5版に統合されたため、クトゥルフコンパニオン、クトゥルフバイガスライト、クトゥルフナウは、絶版となった（しかし、全てが掲載されているわけでなく、各サプリメントにはあっても、第5版には無い記事もある）。
また、オーガスト・ダーレスの神話解釈に基づいた訳語「旧支配者」を原語のカタカナ表記である「グレート・オールド・ワン」に変更するなど、翻訳に関するコンセプトがより「ラヴクラフト原理主義」になっている。

#### 資料集・解説書（第一期）
クトゥルフ・ハンドブック（著：山本弘）
日本オリジナル編集による『クトゥルフの呼び声』のゲーム解説書（A5判書籍）。1988年発売。著者は山本弘。ISBN 978-4938461461
クトゥルフ神話の宇宙観の初心者向き解説を中心として、「恐怖を楽しむ」という普通のTRPGとは違う遊び方の今作のプレイングに関するガイドを載せている。いわゆる「○○がわかる本」の系統で、メインの舞台である20年代アメリカの文化・風習などもガイドされている他、草彅琢仁による神話生物のイラストも掲載されている。
一方、オーガスト・ダーレスを始めとする神話作品の作家に対して80年代当時としても根拠の薄い風説に基づいた、後年山本が『空想科学読本』の柳田理科雄に対して行ったような苛烈な中傷が散見されるなど、問題点もある。
1993年には改訂版として『クトゥルフ・ハンドブック 改訂新版』が刊行された（A5判書籍）。ISBN 978-4938461966
クトゥルフモンスターガイド
資料集（A4判書籍）。1989年発売。ISBN 978-4938461454
ゲームに出てくる神話生物たちの生態を美麗なカラーイラストで紹介したガイドブック。
クトゥルフモンスターガイド2
資料集（A4判書籍）。1989年発売。ISBN 978-4938461508
上記『クトゥルフモンスターガイド』の続編。今作ではドリームランドの神話生物がメインになっている。
クトゥルフ神話図説
資料集（A4判書籍）。1994年発売。ISBN 978-4894250444
『クトゥルフモンスターガイド』と『クトゥルフモンスターガイド2』を合本にして復刻したもの。

#### サプリメント（第一期）
ウェンディゴへの挑戦（訳：中山てい子）
サプリメント（ボックス版）。1986年発売。パラグラフ形式のソロ・シナリオ（いわゆるゲームブック）で、男性か女性の既成探索者「ネーデルマン博士」となり、学生や現地人ガイドからなる探検隊を率いてカナダの大森林に『ハニナー神話』の謎を追う。
ヨグ＝ソトースの影（訳：有坂純）
サプリメント（ボックス版）。1987年発売。7つの連作シナリオから構成された長編のキャンペーンシナリオと２つのボーナスシナリオ。謎の秘密結社の影を追い、アメリカ国内はもとよりイースター島そしてルルイエまで世界を股にかけた冒険を繰り広げる。
療養所の悪魔（訳：中山てい子）
サプリメント（ボックス版）。1987年発売。7つの短編シナリオを収録したシナリオ集。ミステリ調からコメディ、B級SFなど、幅広い雰囲気のシナリオが収録されている。
ユゴスからの侵略（訳：有坂純）
サプリメント（ボックス版）。1987年発売。8つの連作シナリオから構成された長編のキャンペーンシナリオ。世界的大企業の陰謀を阻止すべく、アメリカ合衆国からはじまり、ヨーロッパ、エジプト、そしてセラエノの大図書館と宇宙を駆け巡る。
クトゥルフ・コンパニオン（訳：中山てい子）
サプリメント（ボックス版）。1987年発売。呪文、モンスター、精神疾患など様々な追加データと、幾ばくかのシナリオを収録。サドウスキィ博士の論文として、世界で神話生物がどう呼ばれているかなど、研究論文の発表のようなものも掲載されている。マスタースクリーンも添付されている。
クトゥルフ・バイ・ガスライト
サプリメント（ボックス版）。1988年発売。1890年代のイギリスを舞台にするための追加ルールおよび設定資料集。シャーロック・ホームズとモリアーティ教授との対決に邪神の陰謀が絡むというシナリオ「ヨークシャーの怪事件」も収録。
黄昏の天使（著：有坂純）
日本オリジナルサプリメント（ボックス版）。1988年発売。日本神話をクトゥルフ神話とからめた、全八話からなる大規模かつ重厚なキャンペーンシナリオ集。探索者は、日本中を駆け回り、日本神話や民話、そして古代出雲王朝の謎に触れつつ、黄昏の天使の野望を阻止すべく奮闘する事になる。本作品は三部構成となる予定だった「夜叉姫伝説」の前日譚が作者の予想以上のボリュームとなったため単体で発売されたもので、「夜叉姫伝説第一部」とのサブタイトルがついているが、第二部「ローレライ＝パルティータ」以降は発売されなかった。現代（発売当時の1988年）の日本を舞台にするための追加ルールおよび設定資料も付随している。1980年代の日本で登場する可能性のある車両、航空機、戦車などの他、暗視装置等、細かなガジェットデータも掲載されている。第一期においては唯一発売された日本製キャンペーンシナリオでもある。
ニャルラトテップの仮面（訳：有坂純）
サプリメント（ボックス版）。1989年発売。非常なボリュームがあるキャンペーンシナリオ集。ニューヨーク、ロンドン、カイロ、ケニヤ、上海の5つの都市で起こる様々な事件が大量の情報とともに書かれており、それらの事件を調べていくうちに次第に大邪神ニャルラトテップの陰謀が暴露されていくというもの。一つの都市の事件を全て体験するだけでも、数回のプレイが必要になる場合がある。
クトゥルフ・ナウ（訳：中山てい子）
サプリメント（ボックス版）。1989年発売。現代（英語版発売当時の1987年）アメリカを舞台にするための追加ルールおよび設定資料集。20年代から格段に進化した調査方法に対応すべく、弾道学や血液検査などの法医学や写真の技術などに大きくページが割いてあるのが特徴。当時の最新技術や文化を題材にしたシナリオが4本付属している。
アーカムのすべて（訳：中山てい子）
サプリメント（ボックス版）。1991年発売。ラヴクラフトの小説の舞台として良く使われるマサチューセッツ州の架空の街「アーカム」の詳細なシティガイド。アーカムを舞台にしない場合でも、1920年代のアメリカの文化や風俗を知るための設定資料集として使用できる。アーカムやミスカトニック大学を舞台とした４本のシナリオが付属している。
13の恐怖
サプリメント（A4判書籍）。1991年発売。クトゥルフ神話と関係ない、普通（どちらかと言えば、B級）のホラーものをテーマにした短編シナリオ集。13日の金曜日やエイリアンなど、著名なホラー映画をモチーフにした様々なシナリオを13本収録している。
クトゥルフスーパースクリーン（訳：中山てい子）
サプリメント（A4判）。1994年発売。スーパースクリーンのシリーズの一つで、データ集に加えて「1920年代探索者コンパニオン」が付属していた。これは原書版「Investigator's Companion Volume1」の翻訳であり、1920年代のアメリカにおける文化、風俗、交通、生活、物品の価格表などを記載した設定資料集になっている。『ガスライト』や『ナウ』のような時代ごとのサプリメントの1920年代バージョンである。スーパースクリーンがバインダー状で、冊子はルーズリーフ形式になっていて綴じられる。

#### リプレイ（第一期）
クトゥルフ・ワールド・ツアー
リプレイ集（A4判書籍）。1990年発売。日本オリジナル編集。
王道とは一風変わったシナリオを掘り下げており、『ナウ』を使った現代もの、『ガスライト』を使った19世紀英国もの、平安時代を舞台にしたもの、ハイパーボレアを舞台にしたものなど6編を収録。リプレイだけでなく、同じような舞台でシナリオを作るときのガイダンスも載せている。現代日本を舞台としたシナリオ『中国水晶』を付属している。

### 第二期
日本の『クトゥルフ』のTRPGの歴史は約10年の沈黙の後、雑誌『Role&Roll』の創刊と共に復活した。
エンターブレイン（現KADOKAWA）から、ホビージャパン版と同じくケイオシアム社のテーブルトークRPG『Call of Cthulhu』の系譜に属するものが継続的に出版されているが、『クトゥルフの呼び声』はホビージャパンにより商標登録されているため、第二期では製品名に『クトゥルフの呼び声』という名前が使われていない。

#### ルールブック（第二期）
コール・オブ・クトゥルフ d20
基本ルールブック（A4判書籍）。2003年に新紀元社より発売。ISBN 978-4775302125
2001年に米国のウィザーズ・オブ・ザ・コースト社から発売された『Call of Cthulhu Roleplaying Game』の翻訳。ベーシック・ロールプレイングでなくd20システムによる『クトゥルフ』のTRPGである。『ダンジョンズ&ドラゴンズ』とルールが完全互換しているため、これがあればD&Dのファンタジー世界に召喚されたクトゥルフを冒険者が退治するシナリオも可能。
クトゥルフ神話TRPG
基本ルールブック（B5判書籍）。2004年にエンターブレインより発売。ISBN 978-4757720206
2004年に米国で発売された『Call of Cthulhu』の第6版（Sixth Edition）の翻訳。米国版の販売からわずか半年で日本語版の発売という、当時のTRPGでは異例の速さで翻訳された。ベーシック・ロールプレイング版であり、大枠のルールはホビージャパン版とほとんど変わっていない。そのためホビージャパン版のサプリメントもそのまま使用可能。『クトゥルフの呼び声（改訂版）』と同じく、1890年代、1920年代、現代（1990年代）米国の3つの時代を舞台にできる。

#### 資料集・解説書（第二期）
クトゥルフ神話ガイドブック 20世紀の恐怖神話
クトゥルフ神話のブックガイド（A5判書籍）。2004年に新紀元社より発売。著者は朱鷺田祐介。ISBN 978-4775302538
クトゥルフ神話に関係する小説や映像作品、ゲームを紹介した本で、テーブルトークRPGも多く扱っている。朝松健の諸作品や『斬魔大聖デモンベイン』『エンジェルフォイゾン』など日本製のクトゥルフ神話作品が多く紹介されているのが特徴。巻末には英語版のテーブルトークRPG『Call of Cthulhu』全関連製品のリストが載っている（2004年までのリスト）。
エンサイクロペディア・クトゥルフ
資料集（A5判書籍）。2007年に新紀元社より発売。ISBN 978-4775305317
クトゥルフ神話の百科事典。テーブルトークRPGとは直接関係ないものの、『クトゥルフ神話TRPG』の関連資料としても使えるという触れ込みで翻訳されている。訳語も『クトゥルフ神話TRPG』と統一されている。
クトゥルフ神話TRPG入門 るるいえびぎなーず
『クトゥルフ神話TRPG』の入門書。2012年11月30日にエンターブレインより発売（A5判書籍）。ISBN 978-4047282339
著者は内山靖二郎とアーカム・メンバーズ、イラスト担当は狐印ほか。現代日本を舞台とした『彼方より来たる』が１本とそのシナリオのリプレイが掲載されている。

#### サプリメント（第二期）
H.P.ラヴクラフト アーカム
『クトゥルフ神話TRPG』『コール・オブ・クトゥルフd20』の共用サプリメント（B5判書籍）。2004年に新紀元社より発売。ISBN 978-4775303597
ラヴクラフトの小説の舞台として良く使われるマサチューセッツ州の架空の街「アーカム」の詳細なシティガイド。ホビージャパン版『アーカムのすべて』と内容はほぼ同じ（同じ原書を翻訳している）。ただし、d20システム用のデータも追記されている。
クトゥルフ・ダークエイジ
独立型サプリメント（B5判書籍）。2005年に新紀元社より発売。ISBN 978-4775303870
中世ヨーロッパを舞台にするための追加ルールおよび設定資料集。ベーシック・ロールプレイングによるキャラクターメイキングや判定ルールも掲載されており、基本ルールブックがなくてもこれ一冊でプレイができる「独立型サプリメント」である。
クトゥルフ神話TRPG キーパーコンパニオン
『クトゥルフ神話TRPG』のサプリメント（B5判書籍）。2005年に新紀元社より発売。ISBN 978-4757724952
呪文や魔導書、モンスターなどのデータを大量に掲載しているゲームマスター（GM）用のサプリメント。
クトゥルフ神話TRPG クトゥルフと帝国
日本オリジナル編集による『クトゥルフ神話TRPG』『コール・オブ・クトゥルフd20』の共用サプリメント（B5判書籍）。2005年にエンターブレインより発売。ISBN 978-4757725829
1920〜1930年代の日本（および日本の統治下にあったアジア諸国）を舞台にするための追加ルールおよび設定資料集。つまり、大正ロマンの時代から、軍靴の足音が聞こえる昭和初期までの時代である。
なお、第一期の展開時に、同じコンセプトのサプリメントが同じタイトルで出版される予定があったが頓挫している。本作はその幻の企画のオマージュであると思われるが、製作スタッフは当時とは異なっているため、第一期で予定されていた企画が再始動したわけではない。
クトゥルフ神話TRPG 比叡山炎上
日本オリジナル編集による独立型サプリメント（B5判書籍）。2006年にエンターブレインより発売。著者は朱鷺田祐介。ISBN 978-4757728172
戦国時代の日本を舞台にするための追加ルールおよび設定資料集。『クトゥルフ・ダークエイジ』と同じく基本ルールブックがなくてもこれ一冊でプレイができる「独立型サプリメント」である。アメリカで「Ninjya Cthulhu」のタイトルで英訳される計画があった。
クトゥルフ神話TRPG 七つの怪談
シナリオ集（B5判書籍）。2007年に新紀元社より発売。ISBN 978-4775306109
日本を舞台にした7本のシナリオを収録。コンセプトは、「古来より日本に伝わる伝説や怪談をクトゥルフ神話として解釈する」というもの。シナリオはそれぞれ独立している。
掲載されているシナリオは『クトゥルフ神話TRPG』で扱うことを前提としている。
クトゥルフ神話TRPG マレウス・モンストロルム
モンスターデータ集（B5判書籍）。『クトゥルフ神話TRPG』のサプリメントで、2008年にエンターブレインより発売。ISBN 978-4-7577-4142-3
クトゥルフ神話に登場するモンスターたちのデータや解説を多数掲載。
クトゥルフ神話TRPG ラヴクラフトの幻夢境
ラブクラフトの諸作品に出てくる異世界「幻夢境（ドリームランド）」のワールドガイド（B5判書籍）。『クトゥルフ神話TRPG』のサプリメントで、2009年にエンターブレインより発売。ISBN 978-4757747371
クトゥルフ神話TRPG クトゥルフ2010
現代（発売当時の2010年）の日本を舞台にするための追加ルールおよび設定資料。警察や自衛隊が使用する武装などのデータも掲載されている。『クトゥルフ神話TRPG』のサプリメントで、2010年にエンターブレインより発売。ISBN 978-4047264236
1988年に発売された『黄昏の天使』と同じコンセプトのサプリメントだが、22年を経た後の「現代」であるためその世界観は大きく異なる。
クトゥルフ・ワールドツアー クトゥルフ・ホラーショウ
『クトゥルフ神話TRPG』でB級ホラー映画のノリを再現するためのガイダンスブック。2011年1月にアークライトから発売。参考作品解説やマスタリングガイドのほか、B級ホラー映画シナリオ専用の追加ルールも掲載されている。
タイトルは第一期で「一風変わったクトゥルフもの」を掘り下げたガイドブック「クトゥルフ・ワールドツアー」のオマージュ。また、内容のコンセプト自体も第一期のサプリメント「13の恐怖」に近いものとなっている。
クトゥルフ神話TRPG インスマスからの脱出
ラヴクラフトの小説「インスマスを覆う影」の舞台となったマサチューセッツ州の架空の街「インスマス」の詳細なシティガイド（B5判書籍）。『クトゥルフ神話TRPG』のサプリメントで、2011年にエンターブレインより発売。ISBN 978-4047272019
クトゥルフ・ワールドツアー 忌まわしき古代遺跡
第二期版「ワールドツアー」の第二段。クトゥルフ神話に関連する古代遺跡のガイドブック。2011年7月にアークライトから発売。ニャルラトテップの遺跡を舞台にしたシナリオ『トートの剣』を翻訳して収録している。
クトゥルフ・ワールドツアー ナチス邪神帝国の陰謀
第二期版「ワールドツアー」の第三段。第二次世界大戦期を舞台のシナリオを作成するときのガイダンスと、実際のシナリオを3本収録。2012年2月にアークライトから発売。
クトゥルフ神話TRPG ダニッチの怪
ラヴクラフトの小説「ダニッチの怪」の舞台となったマサチューセッツ州の架空の街「ダニッチ」の詳細なシティガイド（B5判書籍）。『クトゥルフ神話TRPG』のサプリメントで、2012年にエンターブレインより発売。ISBN 978-4047277441
クトゥルフ神話TRPG クトゥルフカルト・ナウ
『クトゥルフ2010』の続篇にあたるサプリメント（B5判書籍）。現代日本に暗躍するカルト（人間社会に潜むクリーチャー集団、新興宗教、先端企業、血族など）を紹介したガイドブック。2013年2月にエンターブレインより発売。ISBN 978-4047284593
クトゥルフ神話TRPG キーパーコンパニオン改訂新版
上述している『キーパーコンパニオン』に、異界の機械に関する追加データとキーパースクリーンを付記した新装版。
2013年3月にエンターブレインより発売。ISBN 978-4047288171
クトゥルフ神話TRPG クトゥルフ・フラグメント
キャトルフ（猫の探索者）、古代ギリシア、冷戦アメリカ、幕末日本と言った様々な時代に対応したサプリ。第一期のガスライト以降、削除されたタイムトラベルに関してもこちらに再収録されている。キャトルフ、インヴィクタス、アトッミクエイジの翻訳ではなくWoCからの簡易版の翻訳サプリとなっている。
2015年3月にKADOKAWA/エンターブレインより発売。ISBN 978-4047302662
クトゥルフ神話TRPG 2015
『クトゥルフ2010』の内容を2015年時点の世相にアップデート。1920s Investigator Companionにある職業特記事項を現代日本の職業にも適応、アーティファクト作成ルール、特徴表、狂信者探索者、深き者探索者、ミ＝ゴの脳缶探索者などルールに富んでいる。また、日本妖怪の記述も増えた。
2015年9月にKADOKAWA/エンターブレインより発売。ISBN 978-4047306653
クトゥルフ神話TRPG キングスポートのすべて
キングスポートのデータに加え、武器や技能の一部が追加されている。キングスポートの地下についての記述は原文共に抜けており、この記述は『Dead Reckonings』収録の『Dust to Dust』について詳しく記載されている。
2016年3月にKADOKAWA/エンターブレインより発売。ISBN 978-4047340510
クトゥルフ神話TRPG モジュラー・クトゥルフ
日本公式のリプレイのデータを多数含む他、様々な建物（モジュラー）についての記載がされているサプリである。
2016年11月にKADOKAWA/エンターブレインより発売。ISBN 978-4047344105
クトゥルフ神話TRPG　クトゥルフ・コデックス
平安時代、原始時代といった変わった時代から、1920年代アメリカ、1990年代アメリカのシナリオや『クトゥルフ・ホラーショウ』掲載記事の再掲が成されている。平安時代の設定は新規に記述されたものであるが、同様のコンセプトの記事は『クトゥルフ・ワールド・ツアー』に収録されている。
2017年9月にKADOKAWA/エンターブレインより発売。ISBN 978-4047348448
クトゥルフ神話TRPG　クトゥルフ・タブレット
クトゥルフ・コデックスの続編として作られた。取り扱う時代や舞台は基本の1920ｓアメリカを始め、平安時代、現代日本、現代アメリカ！平安怪奇譚のシナリオ『夢想の都』に加え、現行の日本公式初となる現代日本CP『這い寄る影』、また「療養所の悪魔」および「クトゥルフ・ナウ」からの再録シナリオや前作と同じくStrange Aeons1,2からの翻訳も掲載。更に、ゾンビルフのデータに古い武器も掲載。
2019年3月にKADOKAWA/エンターブレインより発売。ISBN 978-4047355828

#### リプレイ（第二期）
クトゥルフと帝国リプレイ 白無垢の仮面
『クトゥルフと帝国』のリプレイ（新書）。2006年に新紀元社より発売。著者は内山靖二郎。ISBN 978-4775305010
このリプレイで描かれた設定は、後に刊行された同著者の『るるいえ』リプレイシリーズの内容にも組み込まれている。
クトゥルフ神話TRPGリプレイ るるいえあんてぃーく
『クトゥルフ神話TRPG』のリプレイ。2009年にエンターブレインより発売（A5判書籍）。ISBN 978-4047262393
るるいえシリーズ第1弾。現代日本にある骨董品店「るるいえ堂」に集まる怪異を描く。著者は内山靖二郎、イラスト担当は狐印。
クトゥルフ神話TRPGリプレイ みなせゼミの名状しがたき夏休み
『クトゥルフ神話TRPG』のリプレイ（新書）。2010年に新紀元社より発売。著者は内山靖二郎、イラスト担当は青木邦夫。ISBN 978-4775308462
Role&Roll誌増刊で掲載された「水無瀬ゼミシリーズ」のリプレイ2編と書き下ろし続編を加えたもの。入門者向けのつくりが意識されており、ルールブック未所持の読者を対象に、ルール紹介やプレイングガイダンスも掲載されている。
クトゥルフ神話TRPGリプレイ るるいえはいすくーる
『クトゥルフ神話TRPG』のリプレイ。2010年12月にエンターブレインより発売（A5判書籍）。ISBN 978-4047269071
るるいえシリーズ第2弾。『るるいえあんてぃーく』からシナリオ・プレイヤーを継続する続編で、今度の舞台は私立高校の「御津門学園」。著者は内山靖二郎、イラスト担当は狐印。
クトゥルフ神話TRPGリプレイ るるいえばけーしょん
『クトゥルフ神話TRPG』のリプレイ。2011年11月30日にエンターブレインより発売（A5判書籍）。ISBN 978-4047276703
るるいえシリーズ第3弾。前作までのキャラクターの成長を受けて、海外から異世界までまたにかける壮大な冒険ものとなっている。著者は内山靖二郎、イラスト担当は狐印。
クトゥルフ神話TRPGリプレイ るるいえばーすでい
『クトゥルフ神話TRPG』のリプレイ。2012年9月28日にエンターブレインより発売（A5判書籍）。ISBN 978-4047283299
るるいえシリーズ第4弾。著者は内山靖二郎、イラスト担当は狐印。
クトゥルフ神話TRPGリプレイ るるいえとらべらーず
『クトゥルフ神話TRPG』のリプレイ。2013年8月30日にエンターブレインより発売（A5判書籍）。ISBN 978-4047289512
るるいえシリーズ第5弾。著者は内山靖二郎、イラスト担当は狐印。リプレイの登場人物によるオリジナルエピソード収録のドラマCDが付属する。
クトゥルフ神話TRPGリプレイ るるいえぐりもあーる
『クトゥルフ神話TRPG』のリプレイ。2014年6月30日にKADOKAWA（エンターブレイン）より発売（A5判書籍）。ISBN 978-4047297524
るるいえシリーズ第6弾。著者は内山靖二郎、イラスト担当は狐印。
クトゥルフ神話TRPGリプレイ るるいえがすらいと
『クトゥルフ神話TRPG』のリプレイ。2014年12月26日にKADOKAWA（エンターブレイン）より発売（A5判書籍）。ISBN 978-4047300811
るるいえシリーズ第7弾。著者は内山靖二郎、イラスト担当は狐印。
クトゥルフ神話TRPG リプレイ 御津門学園ゲーム部の冒涜的な活動
『クトゥルフ神話TRPG』のリプレイ。2014年12月26日にファミ通文庫より発売。ISBN 978-4047301665
ファミ通文庫にて作品を発表している作家の築地俊彦、田口仙年堂、井上堅二がプレイヤーとして参加している。著者は内山靖二郎、イラスト担当は生煮え。
クトゥルフ神話TRPGリプレイ るるいえみつかどにっく
『クトゥルフ神話TRPG』のリプレイ。2015年8月31日にKADOKAWA（エンターブレイン）より発売。ISBN 978-4-04-730661-5
るるいえシリーズ第8弾。著者は内山靖二郎、イラスト担当は狐印。
クトゥルフ神話TRPG リプレイ るるいえあーかむしてぃ
『クトゥルフ神話TRPG』のリプレイ。2016年4月30日に KADOKAWA（エンターブレイン）より発売。ISBN 978-4-04-734173-9
るるいえシリーズ第9弾。著者は内山靖二郎、イラスト担当は狐印。
クトゥルフ神話TRPG リプレイ るるいえあかでみっく
『クトゥルフ神話TRPG』のリプレイ。2017年5月31日に KADOKAWA（エンターブレイン）より発売。ISBN 978-4-04-734586-7
るるいえシリーズ第10弾。著者は内山靖二郎、イラスト担当は狐印。
クトゥルフ神話TRPG リプレイ セラエノ・コレクション
『クトゥルフ神話TRPG』のリプレイ。2017年5月31日に KADOKAWA（エンターブレイン）より発売。ISBN 978-4-04-734587-4
セラエノ・コレクションシリーズ第1弾。著者は内山靖二郎、イラスト担当は狐印。
クトゥルフ神話TRPG リプレイ セラエノ・コレクション2
『クトゥルフ神話TRPG』のリプレイ。2018年5月31日に KADOKAWA（エンターブレイン）より発売。ISBN 978-4-04-735222-3
セラエノ・コレクションシリーズ第2弾。著者は内山靖二郎、イラスト担当は狐印。

#### ドラマCD（第二期）
『クトゥルフ神話TRPGリプレイ るるいえとらべらーず』に付属。「るるいえ・うぃっち・ぷろじぇくと」「るるいえ堂改造計画」の2つのエピソードが収録されている。
スタッフ
- 劇伴音楽 - 三澤康広

キャスト
- 樋口さやか - 福圓美里
- 日野睦 - 高垣彩陽
- 辰巳源吾郎 - 大林隆介
- 佐々原環 - 江口拓也
- 安針塚京 - 村川梨衣
- 城ヶ崎武志 - 矢野正明

#### コミック（第二期）
クトゥルフ神話TRPGリプレイ るるいえあんてぃーく
同名リプレイのコミカライズ。2017年8月3日にKADOKAWA（エンターブレイン）より発売。ISBN 978-4-04-734797-7。連載元はComicWalker。作画は結ゆい。
クトゥルフ神話TRPG4コマ ゆるるいえ!
るるいえシリーズのキャラクターを用いたコミカライズ。2017年9月30日にKADOKAWA（エンターブレイン）より発売。ISBN 978-4-04-734841-7。連載元はComicWalker。作画は坂井サチ。
クトゥルフ神話TRPGリプレイ るるいえはいすくーる
同名リプレイのコミカライズ。2017年12月28日にKADOKAWA（エンターブレイン）より発売。ISBN 978-4-04-734956-8。連載元はComicWalker。作画は結ゆい。

#### ノベル（第二期）
クトゥルフ神話TRPG ノベル オレの正気度が低すぎる
2019年2月5日にKADOKAWAより発売。ISBN 978-4-04-073098-1。レーベルはドラゴンノベルス。著者は内山靖二郎、イラストはttl。

### 第三期
日本のエンターブレイン（現KADOKAWA）から2019年12月により『クトゥルフ神話TRPG』の６版から７版への版上を行ってタイトルを『新クトゥルフ神話TRPG』に改めた。新しいルールブックへの移行により、公式からの『クトゥルフ神話TRPG』に対するサポートは終了している。それに伴い、６版以前の『クトゥルフ神話TRPG』に関わるシナリオのことを『クラシック』というカテゴリに定義している。KADOKAWAは2021年にクトゥルフ神話TRPGの公式サイトを立ち上げて情報発信を行なっている。

#### ルールブック（第三期）
新クトゥルフ神話TRPG
基本ルールブック（B5判書籍）。2019年にエンターブレインより発売。ISBN 978-4047358522
2016年に米国で書籍版が発売された『Call of Cthulhu』の第7版（Seventh Edition）の翻訳。それまでの版と互換性はあるもののプレイが煩雑だったところのシンプル化が様々なところで行われている。また、基本ルールを簡易的にまとめたクイックスタートルールが公式サイトで無料配布されている。
サンディ・ピーターセンの暗黒神話体系 クトゥルフの呼び声TRPG
基本ルールブック（A4判書籍）。2022年にホビージャパンより発売。玩具流通扱い。ASIN B0B98YVJDC
2019年に米国で書籍版が発売された『Sandy Petersen's Cthulhu Mythos』の翻訳。オープンゲームライセンスの元、『ダンジョンズ&ドラゴンズ第5版』のルールに基づいて制作された『クトゥルフ』のTRPGであり、事実上『コール・オブ・クトゥルフ d20』の後継作となっている。紙書籍版には『ダンジョンズ&ドラゴンズ第5版』を基にホビージャパンが独自に製作したフィフスエディションRPGのコア・ルールも同梱。

#### 資料集・解説書（第三期）
クトゥルフ神話TRPGプレイングガイド（著：内山靖二郎）
ケイオシアム社のプレイングハンドブックの翻訳に日本のみのオリジナル章を加えて編集した『クトゥルフ神話TRPG』及び『新クトゥルフ神話TRPG』のゲーム解説書（菊判書籍）。2024年4月30日に発売。著者はマイク・メイソン、ケビン・ロス、内山 靖二郎ほか。ISBN 978-4047379749
3部構成となる本書の第1部はキーパー編。40年以上にわたって多くのキーパーが蓄積してきたノウハウを公開し、プレイ前にすること、プレイスタイルごとのアドバイス、プレイの進め方といったキーパリング(キーパーのやり方)から、恐怖の演出法、シナリオの作り方、知らない人とプレイする際の配慮まで網羅。 第2部はプレイヤー編。プレイヤーの心構えや未訳の“探索者ハンドブック”から探索者の生活、探索者の組織など探索者の可能性を広げる記事を収録。新職業など探索者の背景を広げるデータも充実。 第3部は日本編。日本のキーパー、プレイヤーが疑問に思うさまざまな問題や主流となりつつあるオンラインでのセッションで気をつけたいことなどを丁寧に解説。

#### サプリメント（第三期）
新クトゥルフ神話TRPG スタートセット
2020年2月にKADOKAWA/エンターブレインより発売。ISBN 978-4047360167
第7版にアップデートされた新ルールブックの簡易抜粋版とシナリオ3本、キーパースクリーンのセット。『新クトゥルフ神話TRPG』の基本ルールブックより安価で、初心者のための入門用セットの位置付け。
新クトゥルフ神話TRPG クトゥルフ2020
2020年6月にKADOKAWA/エンターブレインより発売。ISBN 978-4047360624
『新クトゥルフ神話TRPG』で現代（発売当時の2020年）の日本を舞台にするためのサプリメント。基本ルールブックではカバーされていない14歳以下の年少の探索者の創造のルールも掲載。
新クトゥルフ神話TRPG マレウス・モンストロルム Vol.1 クリーチャー編
2021年7月にKADOKAWA/エンターブレインより発売。ISBN 978-4047367418
『クトゥルフ神話TRPG マレウス・モンストロルム』の7版アップデート版。ボリュームの増加により分冊となった。
新クトゥルフ神話TRPG マレウス・モンストロルム Vol.2 神格編
2021年10月にKADOKAWA/エンターブレインより発売。ISBN 978-4047368248
『クトゥルフ神話TRPG マレウス・モンストロルム』の7版アップデート版。ボリュームの増加により分冊となった。
新クトゥルフ神話TRPG　シナリオ集　ビブリオテーク １３
2022年7月にKADOKAWA/エンターブレインより発売。ISBN 978-4047371170
『13の恐怖』をリスペクトした日本オリジナル短編シナリオ集。舞台もテーマも異なる13本のシナリオを掲載している。
新クトゥルフ神話TRPG シナリオ集 ピーターセンの忌まわしき物語
2023年7月にKADOKAWA/エンターブレインより発売。ISBN 978-4047375499
クトゥルフ神話TRPGの元祖シナリオライターのサンディ・ピーターセンが執筆した現代アメリカのシナリオを４本収録したシナリオ集。
新クトゥルフ神話TRPG パルプクトゥルフ
2024年11月にKADOKAWA/エンターブレインより発売。ISBN 978-4047381803
本書では『新クトゥルフ神話TRPG ルールブック』のルールの一部を変更、追加し、より個性的で際立ったキャラクターをプレイできるようになった。キャラクターの技能ポイントが増加し、特別な能力「タレント」が導入されたほか、選択ルールで超能力も追加された。プレイヤーはヒーローとなってクトゥルフ神話の神話生物をヴィランとし、パルプ・マガジンのようなヒロイックでアクションの世界観を楽しむことができる。
新クトゥルフ神話TRPG 入門シナリオセット「亜麻色の幕が下りて」
サプリメント（ボックス版）。2024年12月発売。新クトゥルフ神話TRPGの入門セット。新クトゥルフ神話TRPGを遊ぶために必要なルールブック、シナリオ、ダイスなどがまるごと入ったセットになっている。シナリオには初めてキーパー(ゲームの進行役)をする方向けのガイダンスを丁寧に掲載しているため、新クトゥルフ神話TRPGを初めて遊ぶ方や、キーパーデビューする方におすすめのシナリオになっている。
新クトゥルフ神話TRPG グランド・グリモア
2025年6月にKADOKAWA/エンターブレインより発売。ISBN 978-4047384613
本書は40年以上にわたって展開されてきた“クトゥルフ神話TRPG”および“新クトゥルフ神話TRPG”シリーズのソースブックやシナリオに登場した500種以上の呪文を一冊に集約し、呪文をかけるための条件、構成要素、効果などを新版ルールに合わせて詳細に記述したものだ。

#### アプリ（第三期）
クトゥルフ神話TRPG ルールブックPLUS
2022年11月にKADOKAWAよりリリース。
クトゥルフ神話TRPGと新クトゥルフ神話TRPGのルールブック、サプリ、シナリオ、コラムなどを収録している。無料で新クトゥルフ神話TRPG クイックスタート・ルール等を利用可能だが、サブスクリプションの課金方式のプランを選択して収録されたコンテンツを利用できる。アプリ内に収録されているコンテンツは随時追加されていく。

#### PDFデータ販売（第三期）
井藤チアキと云ふ女
2024年3月にKADOKAWAより発売。
Yotuberの「むつー」とコラボして制作された新クトゥルフ神話TRPGの初心者向け現代日本からタイムトラベルする大正時代シナリオ。KADOKAWAが初めて買い切り形式で販売したPDF形式のシナリオである。BoothとTALTOで販売。
七伏ケープタワー～地上118メートル西風強し～
2024年4月にKADOKAWAより発売。
新クトゥルフ神話TRPGのショート×ショート「七伏市奇譚」シナリオシリーズ。アーカム・メンバーズ「内山靖二郎」による、地上118メートルで繰り広げられるパニックホラーシナリオ。BoothとTALTOで販売。
帯切橋
2024年4月にKADOKAWAより発売。
新クトゥルフ神話TRPGのショート×ショート「七伏市奇譚」シナリオシリーズ。お化け屋敷プロデューサー「五味弘文」による、恐ろしくも切ないジャパニーズホラーシナリオ。BoothとTALTOで販売。
心蝕のパラノイア
2024年4月にKADOKAWAより発売。
新クトゥルフ神話TRPGのショート×ショート「七伏市奇譚」シナリオシリーズ。ゲームクリエイター「河野一二三」による、謎と謎が絡み合うホラー×ミステリーシナリオ。全３話のショートキャンペーン。BoothとTALTOで販売。
ねえ、いっしょに
2024年5月にKADOKAWAより発売。
新クトゥルフ神話TRPGのショート×ショート「七伏市奇譚」シナリオシリーズ。人気ミステリー作家「太田紫織」による、おいしくて切ないヒューマンドラマミステリーシナリオ。BoothとTALTOで販売。
死体組合
2024年7月にKADOKAWAより発売。
アーカム・メンバーズ「七峰きざし」による、1895年のイギリスのロンドンを舞台にしたシャーロック・ホームズが登場するミステリーシナリオ。BoothとTALTOで販売。
クラウド・ジョーズ～地獄の艦隊～
2024年8月にKADOKAWAより発売。
新クトゥルフ神話TRPGのショート×ショート「七伏市奇譚」シナリオシリーズ。アーカム・メンバーズ「七峰きざし」による、B級ホラー要素満載のサメ映画シナリオ。新クトゥルフ神話TRPGでB級ホラー映画をテーマにして遊ぶための追加ルール『クトゥルフ・ホラーショウ』が付録でついている。BoothとTALTOで販売。
アナログノオワリ
2025年2月にKADOKAWAより発売。
新クトゥルフ神話TRPGのショート×ショート「七伏市奇譚」シナリオシリーズ。アーカム・メンバーズ「七峰きざし」による、青春ホラーシナリオ。新クトゥルフ神話TRPGで高校生のキャラクターを使って遊ぶ高校の設定集『七伏学園』のパンフレットはシナリオと別で無料公開されている。BoothとTALTOで販売。
【奇妙な依頼】私の恋人を見つけてください
2025年2月にKADOKAWAより発売。
新クトゥルフ神話TRPGのショート×ショート「七伏市奇譚」シナリオシリーズ。シナリオ原案がYouTubeチャンネル登録者数88万人超えのホラークリエイターでミステリー小説『僕の殺人計画』の著者やがみによる、2ちゃんねる怖い話系ミステリーホラーシナリオ。BoothとTALTOで販売。
チャイルド・リプレイ
2025年2月にKADOKAWAより発売。
新クトゥルフ神話TRPGのショート×ショート「七伏市奇譚」シナリオシリーズ。シナリオ原案が『殺戮の天使』『霧雨が降る森』などを手掛けるゲームクリエイター真田まことによる、フリーホラー脱出ゲーム風のダークファンタジーシナリオ。BoothとTALTOで販売。
けだもの窟に吠ゆる頃に
2025年5月にKADOKAWAより発売
新クトゥルフ神話TRPGのショート×ショート「七伏市奇譚」シナリオシリーズ。シナリオ原案がゲームクリエイター・シナリオライター、07th Expansionの代表の竜騎士07による、因習村のホラーサスペンスシナリオ。 代表作『ひぐらしのなく頃に』は、社会現象を巻き起こし、漫画・アニメ・映画と多方面に展開。 その後も『うみねこのなく頃に』『幻想牢獄のカレイドスコープ』など多くの人気作を手掛け、独自の世界観と重層的な物語は多くの熱狂的な支持を得ている。BoothとTALTOで販売。
埋葬代行
2025年5月にKADOKAWAより発売。
新クトゥルフ神話TRPGのショート×ショート「七伏市奇譚」シナリオシリーズ。シナリオ原案がウェブ小説を中心に活動する作家の硬梨菜による、テレビゲームらしさのある博物館を舞台にしたホラーアドベンチャーシナリオ。代表作『シャングリラ・フロンティア 〜クソゲーハンター、神ゲーに挑まんとす〜』は、累計閲覧数9億PVを超える超人気作。細部まで作りこまれた設定やエンターテインメント性がゲーム好きの心を掴み、コミカライズ版(漫画：不二涼介)は「週刊少年マガジン」で連載され、世界累計発行部数1,200万部（2025年4月時点）を突破。TVアニメ第三期の制作も決定し、幅広い層のファンを魅了し続けている。BoothとTALTOで販売。